# Géry Leuliet
Géry-Jacques-Charles Leuliet (ur. 12 stycznia 1910 w Richebourg-l'Avoué, zm. 1 stycznia 2015 w Arras) – francuski duchowny katolicki, emerytowany biskup Amiens, były najstarszy żyjący biskup na świecie (104 lat w tym 81 lat kapłaństwa i 51 lat biskupstwa).

## Życiorys
Święcenia kapłańskie przyjął 8 lipca 1933 w diecezji Arras. 14 lutego 1963 został mianowany ordynariuszem sąsiedniej diecezji Amiens. Sakry udzielił mu 9 maja biskup Gérard-Maurice-Eugène Huyghe, ordynariusz Arras. Uczestniczył w trzech ostatnich sesjach soboru watykańskiego II.  Jego rządy przypadły w trudnym czasie wprowadzania reform soborowych, często z tego powodu dochodziło do konfliktów z wiernymi i kapłanami diecezji. Sam podjął kontrowersyjną decyzję o zamieszkaniu w takich samych budynkach, w jakich mieszkali zwykli ludzie. Chciał całkowicie zmienić styl kościoła. Na emeryturę przeszedł w 1985.